# Campeonato Panamericano Junior de Hockey Sobre Césped Masculino de 2016
La decimoprimera edición del Panamericano Junior de Hockey Sobre Césped Masculino se realizó entre el 20 y el 28 de mayo de 2016 en Toronto, Canadá.
Los equipos finalistas clasificaron a la Copa Mundial Junior 2016.
Argentina logró su decimoprimer título panamericano luego de vencer en la final 5-0 a Canadá. Chile le ganó el partido por el tercer puesto 4-1 a Estados Unidos.

## Primera fase

### Grupo A
| Equipo            | J | G | E | P | GF | GC | DG  | Pts |
| ----------------- | - | - | - | - | -- | -- | --- | --- |
| Argentina         | 3 | 3 | 0 | 0 | 35 | 0  | +35 | 9   |
| Trinidad y Tobago | 3 | 2 | 0 | 1 | 19 | 6  | +13 | 6   |
| Estados Unidos    | 3 | 1 | 0 | 2 | 9  | 14 | -5  | 3   |
| Puerto Rico       | 3 | 0 | 0 | 3 | 0  | 43 | -43 | 0   |

     - Se enfrentó al 4º del Grupo B.
     - Se enfrentó al 3º del Grupo B.

     - Se enfrentó al 2º del Grupo B.
     - Se enfrentó al 1º  del Grupo B.
| 20 de mayo de 2016 | Argentina | 5:0     | Trinidad y Tobago | Universidad de Toronto, Toronto      |                                      |
|                    |           | Reporte |                   | Árbitro(s): Ben De Young Tyler Klenk | Árbitro(s): Ben De Young Tyler Klenk |

| 20 de mayo de 2016 | Estados Unidos | 8:0     | Puerto Rico | Universidad de Toronto, Toronto            |                                            |
|                    |                | Reporte |             | Árbitro(s): Matias Barbosa Michael Harding | Árbitro(s): Matias Barbosa Michael Harding |

| 21 de mayo de 2016 | Trinidad y Tobago | 14:0    | Puerto Rico | Universidad de Toronto, Toronto                 |                                                 |
|                    |                   | Reporte |             | Árbitro(s): Jonathan Altamirano Michael Harding | Árbitro(s): Jonathan Altamirano Michael Harding |

| 21 de mayo de 2016 | Estados Unidos | 0:9     | Argentina | Universidad de Toronto, Toronto     |                                     |
|                    |                | Reporte |           | Árbitro(s): Paul Walker Tyler Klenk | Árbitro(s): Paul Walker Tyler Klenk |

| 22 de mayo de 2016 | Argentina | 21:0    | Puerto Rico | Universidad de Toronto, Toronto                |                                                |
|                    |           | Reporte |             | Árbitro(s): Matias Barbosa Jonathan Altamirano | Árbitro(s): Matias Barbosa Jonathan Altamirano |

| 22 de mayo de 2016 | Trinidad y Tobago | 5:1     | Estados Unidos | Universidad de Toronto, Toronto      |                                      |
|                    |                   | Reporte |                | Árbitro(s): Ben De Young Tyler Klenk | Árbitro(s): Ben De Young Tyler Klenk |

### Grupo B
| Equipo | J | G | E | P | GF | GC | DG  | Pts |
| ------ | - | - | - | - | -- | -- | --- | --- |
| Chile  | 3 | 3 | 0 | 0 | 12 | 4  | +8  | 9   |
| México | 3 | 2 | 0 | 1 | 13 | 7  | +6  | 6   |
| Canadá | 3 | 1 | 0 | 2 | 11 | 5  | +6  | 3   |
| Guyana | 3 | 0 | 0 | 3 | 2  | 23 | -21 | 0   |

     - Se enfrentó al 4º del Grupo A.
     - Se enfrentó al 3º del Grupo A.

     - Se enfrentó al 2º del Grupo A.
     - Se enfrentó al 1º del Grupo A.
| 20 de mayo de 2016 | Chile | 7:1     | Guyana | Universidad de Toronto, Toronto         |                                         |
|                    |       | Reporte |        | Árbitro(s): Federico Silva Kevin George | Árbitro(s): Federico Silva Kevin George |

| 20 de mayo de 2016 | Canadá | 2:3     | México | Universidad de Toronto, Toronto         |                                         |
|                    |        | Reporte |        | Árbitro(s): Paul Walker Benjamin Peters | Árbitro(s): Paul Walker Benjamin Peters |

| 21 de mayo de 2016 | México | 7:1     | Guyana | Universidad de Toronto, Toronto      |                                      |
|                    |        | Reporte |        | Árbitro(s): Hugo Romero Kevin George | Árbitro(s): Hugo Romero Kevin George |

| 21 de mayo de 2016 | Chile | 2:1     | Canadá | Universidad de Toronto, Toronto         |                                         |
|                    |       | Reporte |        | Árbitro(s): Ben De Young Federico Silva | Árbitro(s): Ben De Young Federico Silva |

| 22 de mayo de 2016 | México | 2:3     | Chile | Universidad de Toronto, Toronto        |                                        |
|                    |        | Reporte |       | Árbitro(s): Paul Walker Federico Silva | Árbitro(s): Paul Walker Federico Silva |

| 22 de mayo de 2016 | Guyana | 0:8     | Canadá | Universidad de Toronto, Toronto         |                                         |
|                    |        | Reporte |        | Árbitro(s): Benjamin Peters Hugo Romero | Árbitro(s): Benjamin Peters Hugo Romero |

## Segunda fase

### Cuartos de final
| 25 de mayo de 2016 | Argentina | 12:0    | Guyana | Universidad de Toronto, Toronto              |                                              |
|                    |           | Reporte |        | Árbitro(s): Kevin George Jonathan Altamirano | Árbitro(s): Kevin George Jonathan Altamirano |

| 25 de mayo de 2016 | México | 2:3     | Estados Unidos | Universidad de Toronto, Toronto         |                                         |
|                    |        | Reporte |                | Árbitro(s): Matias Barbosa Ben De Young | Árbitro(s): Matias Barbosa Ben De Young |

| 25 de mayo de 2016 | Trinidad y Tobago | 2:3     | Canadá | Universidad de Toronto, Toronto         |                                         |
|                    |                   | Reporte |        | Árbitro(s): Paul Walker Benjamin Peters | Árbitro(s): Paul Walker Benjamin Peters |

| 25 de mayo de 2016 | Chile | 11:0    | Puerto Rico | Universidad de Toronto, Toronto         |                                         |
|                    |       | Reporte |             | Árbitro(s): Hugo Romero Michael Harding | Árbitro(s): Hugo Romero Michael Harding |

### Cruces del 5.º al 8.º puesto
| 27 de mayo de 2016 | Guyana | 2:3     | México | Universidad de Toronto, Toronto      |                                      |
|                    |        | Reporte |        | Árbitro(s): Kevin George Hugo Romero | Árbitro(s): Kevin George Hugo Romero |

| 27 de mayo de 2016 | Trinidad y Tobago | 11:0    | Puerto Rico | Universidad de Toronto, Toronto                 |                                                 |
|                    |                   | Reporte |             | Árbitro(s): Jonathan Altamirano Michael Harding | Árbitro(s): Jonathan Altamirano Michael Harding |

#### Partido por el séptimo puesto
| 28 de mayo de 2016 | Guyana | 4:2     | Puerto Rico | Universidad de Toronto, Toronto              |                                              |
|                    |        | Reporte |             | Árbitro(s): Kevin George Jonathan Altamirano | Árbitro(s): Kevin George Jonathan Altamirano |

#### Partido por el quinto puesto
| 28 de mayo de 2016 | México | 2:4     | Trinidad y Tobago | Universidad de Toronto, Toronto            |                                            |
|                    |        | Reporte |                   | Árbitro(s): Matias Barbosa Michael Harding | Árbitro(s): Matias Barbosa Michael Harding |

### Semifinales
| 27 de mayo de 2016 | Argentina | 10:0    | Estados Unidos | Universidad de Toronto, Toronto        |                                        |
|                    |           | Reporte |                | Árbitro(s): Tyler Klenk Matias Barbosa | Árbitro(s): Tyler Klenk Matias Barbosa |

| 27 de mayo de 2016 | Canadá | 3:1     | Chile | Universidad de Toronto, Toronto        |                                        |
|                    |        | Reporte |       | Árbitro(s): Federico Silva Paul Walker | Árbitro(s): Federico Silva Paul Walker |

#### Partido por el tercer puesto
| 28 de mayo de 2016 | Estados Unidos | 1:4     | Chile | Universidad de Toronto, Toronto        |                                        |
|                    |                | Reporte |       | Árbitro(s): Tyler Klenk Federico Silva | Árbitro(s): Tyler Klenk Federico Silva |

#### Final
| 28 de mayo de 2016 | Argentina | 5:0     | Canadá | Universidad de Toronto, Toronto          |                                          |
|                    |           | Reporte |        | Árbitro(s): Ben De Young Benjamin Peters | Árbitro(s): Ben De Young Benjamin Peters |

| Bandera de Argentina |
| Campeón Argentina    |

## Posiciones
| Posición | Equipo            |
| -------- | ----------------- |
| 1        | Argentina         |
| 2        | Canadá            |
| 3        | Chile             |
| 4        | Estados Unidos    |
| 5        | Trinidad y Tobago |
| 6        | México            |
| 7        | Guyana            |
| 8        | Puerto Rico       |

## Goleadores
| Jugador           | Equipo            | Goles |
| ----------------- | ----------------- | ----- |
| Maico Casella     | Argentina         | 18    |
| Tomas Domene      | Argentina         | 16    |
| Sean Cicchi       | Estados Unidos    | 8     |
| Kristien Emmanuel | Trinidad y Tobago | 7     |
| Nicolas Acosta    | Argentina         | 7     |
| Martin Ferreiro   | Argentina         | 7     |